# Kigiktagmiut
Kigiktagmiut, eskimsko pleme labradorske skupine, naseljeni na otočju Belcher i drugi otocima pred istočnom obalom Hudsonovog zaljeva, Kanada. Populacija Belcher Island Eskima iznosila je 152 (1949); 176 (1958.).
Današnje im je jedino naselje Sanikiluaq, najjužnije mjesto u Nunavutu.